# Wartberg (Gemeinde Straning-Grafenberg)
Wartberg ist eine Ortschaft und eine Katastralgemeinde der Marktgemeinde Straning-Grafenberg im Bezirk Horn in Niederösterreich mit 129 Einwohnern (Stand 1. Jänner 2024). Bis Ende 1971 war Wartberg eine eigenständige Gemeinde.

## Geografie
Das südlich der Waldviertler Straße liegende Dorf wird an seiner Westseite von der Landesstraße L50 angefahren. Durch den Ort fließt der Grafenberger Bach, ein rechter Zubringer zur Schmida. Am 1. April 2020 umfasste die Ortschaft 81 Adressen.

## Geschichte
Die Bewohner, teils Landbauern und teils Weinhauer, alle ziemlich gut bestiftet, bauten Korn, Weizen, Hafer sowie Safran an und betrieben Weinbau, berichtete Schweickhardt im 19. Jahrhundert.
Im Jahr 1822 wurde der Ort als Dorf mit 63 Häusern genannt, das über eine Pfarre und eine Schule verfügte. Die Herrschaft Groß besaß die Ortsobrigkeit, die Veste Eggenburg übte die Landgerichtsbarkeit aus und die Herrschaft Sitzendorf besorgte die Konskription. Die Untertanen und Grundholde gehörten den Herrschaften Groß, Sitzendorf, Altenburg und Stoitzendorf. Laut Adressbuch von Österreich waren im Jahr 1938 in der Marktgemeinde Wartberg eine Gastwirtschaft, eine Gemischtwarenhändlerin, ein Schmied, drei Schneiderinnen, ein Schuster und zahlreiche Landwirte ansässig.
Am 1. Jänner 1972 wurden im Zuge der Niederösterreichischen Kommunalstrukturverbesserung die ehemals selbständigen Gemeinden Wartberg und Straning-Grafenberg zur Gemeinde Grafenberg zusammengelegt, ehe am 20. November 1973 die entstandene Gemeinde wieder in Straning-Grafenberg rückbenannt wurde.

## Sehenswertes
- Pfarrkirche Wartberg, Denkmalschutz (Listeneintrag)

## Persönlichkeiten
- Michael Schneider (1855–1929), Wirtschaftsbesitzer, Bürgermeister und Abgeordneter zum Landtag
- Anton Scharinger (* 1961),  Opernsänger und Hochschullehrer